# Controvérsias sobre os Jogos Olímpicos de Verão de 2024
Controvérsias sobre os Jogos Olímpicos de Verão de 2024 são várias questões polêmicas relacionadas aos Jogos de Paris 2024, incluindo questões de segurança, questões de direitos humanos e controvérsia como por exemplo permitir que Israel participe em meio à guerra Israel-Hamas, e a não-permissão que atletas russos e bielorrussos competissem em meio à invasão russa da Ucrânia. Embora exista nominalmente uma "trégua olímpica", como é habitual, as guerras na Ucrânia e na Palestina já criaram um cenário mais conflituoso para os Jogos Olímpicos de 2024, antes de considerarem também questões internas e desportivas.

### Piadas com os mascotes
Após o lançamento dos mascotes, intitulados como Phryges, o design dos mesmos chegou a ser questionado pelos internautas, que os compararam com o clitóris, que é uma das partes sexuais do corpo humano feminino. A comparação virou piada entre os jornalistas, que foi recebida com bom humor pelo diretor de design dos Jogos Olímpicos e Paralímpicos Paris 2024, Joachim Roncin. Em uma entrevista à plataforma Brut, ele explicou que a ideia, desde o começo, era evitar que os mascotes tivessem gênero e em seguida, declarou que "se as pessoas veem um clitóris e se elas reconhecem um clitóris, melhor para elas. Para mim, é muito legal, fico feliz" e em seguida, garantiu que "cada um é livre para ter a sua própria interpretação".

### Participação de atletas russos e bielorrussos e ameaças de boicote pela Ucrânia
No dia 24 de janeiro de 2023, o presidente da Ucrânia, Volodymyr Zelensky, havia solicitado ao Comité Olímpico Internacional (COI) a exclusão da Rússia e da Bielorrússia dos Jogos Olímpicos de 2024 devido ao cenário geopolítico da Invasão da Ucrânia, iniciada em fevereiro de 2022. Os dois países já haviam sido excluídos de importantes eventos, entre eles a fase final das eliminatórias europeias da Copa do Mundo FIFA de 2022, sob pressão da Inglaterra, Chéquia e Polónia, além de torneios organizados pela UEFA, FIVB, FINA, as corridas da Fórmula 1 e os Jogos Paralímpicos de Inverno de 2022.
Apesar da solicitação de Zelensky, o COI anunciou no dia 25 de janeiro que manteria a participação dos Russos nos torneios pré-olímpicos e das Olimpíadas, se classificados, mas sob condição de disputarem sem exibir sua bandeira ou hino nacional, respeitando uma decisão da reunião da Cúpula Olímpica do dia 9 de dezembro de 2022, a exemplo dos Jogos Olímpicos e Paralímpicos de Verão de 2020 e dos Jogos Olímpicos de Inverno de 2022, uma vez que a punição, que se encerraria após a Copa do Mundo FIFA de 2022 devido ao escândalo do uso de doping com o apoio do governo local, iniciado em 2015, foi estendida por tempo indeterminado. Tal decisão foi apoiada pelo Comité Olímpico da Ásia e inicialmente pela Prefeita de Paris, Anne Hidalgo, uma vez que a exclusão da Rússia prejudicaria atletas contrários à guerra. O comunicado irritou o presidente Ucraniano, que ameaçou liderar uma onda de boicote da Ucrânia contra as Olimpíadas e acusou o COI de se vender aos russos. Países como a Polônia, Letônia, Estônia e Lituânia rejeitaram um plano do COI para apoiar a presença de atletas russos e bielorrussos. De acordo com o ministro do Esporte e Turismo da Polônia, Kamil Bortniczuk, quarenta países podem boicotar as Olimpíadas de 2024, se a decisão do COI for levada adiante, tendo um possível apoio dos Estados Unidos, Reino Unido e Canadá. O primeiro, no entanto, emitiu uma nota se mostrando favorável à participação dos atletas russos e bielorrussos, mas adotando regras rígidas. Mesmo estando do lado ucraniano, a Chéquia, Grécia, Austrália e Nova Zelândia declaram que não apoiariam nenhum boicote nos jogos de Paris. Apesar de ter apoiado inicialmente a decisão de convidar atletas russos para as olimpíadas, mas em uniformes e bandeiras neutras, a Prefeita de Paris, em um pronunciamento no dia 8 de fevereiro, reverteu sua fala e se mostrou favorável a exclusão destes. No dia 10, em uma reunião com o COI, Zelensky tentava convencer os ministros do esporte de vários países a apoiar a exclusão da Rússia e da Bielorrússia. O Ministro dos Esportes da Rússia, Oleg Matytsin, considerou as declarações do Presidente ucraniano inaceitáveis. No dia 22, a União Europeia publicou uma resolução contrária a participação russa e bielorrussa nas Olimpíadas de 2024, alegando que a participação desses atletas serviria como propaganda que contraria o isolamento dos dois países. A medida teve 444 votos a favor, 26 contra e 37 abstenções.
No dia 4 de março, a Associação dos Comitês Olímpicos Nacionais Africanos (ANOCA) anunciou que apoiaria à presença de atletas russos e bielorrussos aos Jogos Olímpicos de 2024, seguindo as cartilhas do COI, ONU e do Comitê Olímpico Asiático. No dia 10, a Federação Internacional de Esgrima (FIE) anunciou a reintegração de atletas russos e bielorrussos aos torneios mundiais e pré-olímpicos, sendo a primeira federação a adotar tal medida. No dia 16, a Federação Alemã de Esportes Olímpicos anunciou que seria favorável ao banimento de atletas russos e bielorrussos, além de ter cancelado um evento do Mundial de Esgrima Feminino depois que a FIE anunciou a reintegração de atletas dos dois países. Porém, a entidade anunciou que não apoiaria nenhum tipo de boicote para as Olimpíadas de Paris. Além da Alemanha, França, Dinamarca e Polônia cancelaram qualquer evento ligado a FIE, impedindo a participação de atletas russos e bielorrussos. Em abril de 2023, foi revelado que a Confederação Europeia de Esgrima enviou uma carta crítica à FIE, descrevendo sua oposição aos planos da FIE de retirar os países, que indicaram que não concederiam vistos a russos e bielorrussos, de hospedar direitos e impor sanções a eles.
No dia 23 de março, a World Athletics decidiu que iria manter o veto dos atletas russos e bielorrussos em todos os eventos mundiais e pré-olímpicos de Atletismo. No dia 26, foi a vez da Organização Desportiva Pan-Americana anunciar seu apoio à inclusão dos atletas russos e bielorrussos. No dia 31, o primeiro ministro ucraniano, Oleh Nemchinov, junto com o presidente do Comitê Olímpico Ucraniano e Ministro do Esporte do país, Vaddym Huttsait, anunciou que os atletas ucranianos não participariam de nenhum torneio pré-olímpíco se caso os atletas russos e bielorrussos estiverem presentes na competição. Tal decisão seria uma resposta à decisão do COI, tomada há dois dias atrás, que recomendou a exclusão de equipes coletivas dos dois países, mas que os atletas individuais estariam autorizados a participar das olimpíadas, mas sem usar o nome Rússia e Bielorrússia, além dos hinos nacionais, decisão que foi criticada pelo governo russo. No dia 1.º de abril, o COI criticou a decisão da Ucrânia, alegando que os atletas seriam os maiores prejudicados com a decisão.
Em 30 de abril de 2023, a Federação Internacional de Canoagem anunciou que reintegraria atletas russos e bielorrusos em seus eventos, incluindo pré-olímpicos.
Em 13 de julho de 2023, o Comitê Olímpico Internacional decidiu que não iria enviar os convites formais para as delegações da Rússia, Bielorrússia e Guatemala, mas que não iria impedir que os atletas dos três países participassem das Olimpíadas de Paris, sem que seja preciso convocar as suas seleções. No caso da terceira, a mesma cumpre uma suspensão pela interferência do governo local no Comitê Olímpico local, o que é ilegal pela carta olímpica. Durante os Jogos Pan-Americanos de 2023, a Guatemala disputou como Equipe de Atletas Independentes, ficando impossibilitada de utilizar seu nome e hino nacional.
No dia 12 de outubro de 2023, o COI decidiu por suspender em definitivo a Rússia e a Bielorrússia das Olimpíadas, mas não impedindo que atletas já qualificados sejam banidos, podendo ainda competir sob bandeira neutra. A decisão foi tomada após os russos tomarem autoridade de cinco organizações regionais ucranianas, tendo como consequências a suspensão de repasses financeiros ao Comitê Olímpico Russo. O país classificou a decisão como "política".
Em 8 de dezembro de 2023, o COI decidiu por autorizar a participação de atletas russos e bielorrussos após 11 atletas serem qualificados para os jogos, desde que não utilizem a bandeira e nem o hino nacional russo, mantendo a suspensão existente desde Tóquio 2020, assinando o termo de paz da carta olímpica e sendo tratados como Atletas Individuais Neutros. No entanto, treinadores e atletas favoráveis à guerra, assim como autoridades e seleções por equipes russas não estarão autorizadas a participar das olimpíadas. Tal decisão acabou contrariando representantes ucranianos, que ameaçavam boicotar os jogos se houver a presença dos dois países.

### Participação de atletas israelenses
O COI alertou os atletas árabes e pró-palestinos que seriam proibidos de participar caso se recusassem a competir com atletas israelenses, lembrando o caso do judoca argelino Fethi Nourine, que foi suspenso por 10 anos pela Federação Internacional de Judô por recusar para lutar contra um atleta israelense durante os Jogos Olímpicos de Verão de 2020. O porta-voz do COI disse que "O COI está comprometido com o conceito de responsabilidade individual e os atletas não podem ser responsabilizados pelas ações de seus governos", acrescentando que o COI "garantirá que ações rápidas sejam tomadas, como durante as Olimpíadas Jogos Tóquio 2020."
Em novembro de 2023, a Rússia acusou o COI de ter dois pesos e duas medidas e de não sancionar Israel devido às suas ações em Gaza, já que a Palestina também é membro do COI. O COI respondeu mais tarde dizendo que a guerra de Israel contra o Hamas foi única em comparação com a guerra da Rússia contra a Ucrânia, uma vez que esta ocorreu durante a Trégua Olímpica, e que tomaria medidas rápidas se ocorresse qualquer discriminação contra atletas israelenses. Em entrevista ao L'Équipe em 21 de dezembro de 2023, o presidente do Comitê Olímpico de Israel, Yael Arad, garantiu que os atletas israelenses estariam "100 por cento" presentes e que medidas para os atletas seriam implementadas para garantir sua segurança.

### Cotidiano
Faltando 500 dias para o início das olimpíadas em 14 de março de 2023, o portal brasileiro Universo Online, popularmente conhecido como UOL, entrevistou alguns turistas brasileiros que alegaram incômodo com o processo de obras dos locais de competição e nos pontos turísticos, principalmente a Torre Eiffel, que vai receber o vôlei de praia. De acordo com um casal brasileiro, as fotos com o principal cartão postal ficaram prejudicadas com a presença de guindastes, que também foram espalhados em boa parte do centro de Paris. Além disso, a reportagem destacou uma falta de entusiasmo entre os parisienses sobre as olimpíadas. Medidas como o aumento nas tarifas dos metrôs, ônibus e bondes foram tomadas, gerando protestos de moradores e organizações sociais. Apesar da medida ser tomada em todo o território francês, segundo a Île-de-France Mobilités, organismo que gerencia os transportes em comum na grande região parisiense, o passe mensal - o mais utilizado pela população da capital francesa - não será submetido a aumentos durante os jogos, no entanto, sofrerá um acréscimo de €2,30.
Segundo uma pesquisa encomendada pela Winamax e a emissora local RTL em novembro de 2023, 44% dos moradores da região de Paris expuseram uma opinião negativa sobre a cidade receber as olimpíadas pela terceira vez, enquanto que 65% se mantiveram positivos. Dois anos atrás, as opiniões negativas atingiam apenas 22%. Problemas como segurança pública e transporte foram citados entre aqueles que avaliaram negativamente os jogos. Como contraponto, 64% dos entrevistados aprovavam a ideia da inauguração ser realizada no Rio Sena.

### Crise política
Após o presidente da república, Emmanuel Macron, decidir no dia 9 de junho de 2024 dissolver o parlamento e antecipar as eleições legislativas para o período de 30 de junho a 7 de julho com o avanço do Reagrupamento Nacional nas eleições europeias, alguns veículos de comunicação colocaram em dúvida a realização das Olímpiadas, com a presidente da câmara de Paris e prefeita da capital, Anne Hidalgo, manifestando preocupação com os impactos negativos durante os jogos. Logo depois, começaram a surgir boatos de um suposto cancelamento dos jogos por conta de manifestações e de uma suposta guerra civil com o resultado das eleições, o que foi negado pelo Comitê Olímpico Internacional (COI) e pelo governo francês que garantiram a realização do evento e a ampliação da segurança pública durante o período eleitoral.

### Questões salariais
No dia 22 de julho de 2024, faltando exatamente quatro dias para a cerimônia oficial de abertura dos Jogos Olímpicos de Paris, um grupo de 150 bailarinos se recusou a participar do ensaio final, acusando a COJOP2024 de tratamento desigual e atraso de salários, realizando uma manifestação balançando os braços. Além disso, o sindicato SFA-CGT manteve um aviso de greve, anunciando a paralisação das atividades para o dia 26 do mesmo mês, que é justamente quando são realizadas as apresentações inaugurais dos jogos.

### Ameaças de bomba e falta de segurança
No dia 24 de julho de 2024, faltando dois dias para o início oficial das Olimpíadas, a jornalista do BandNews TV, Sônia Blota, foi surpreendida por um alerta em frente ao Arco do Triunfo, enquanto estava ao vivo para o Manhã BandNews, filmando toda a movimentação com o pedido de evacuamento da área por uma policial que estava presente no local. O motivo era que foi achado um pacote suspeito na zona interditada.
No dia 26 de julho, horas antes da cerimônia de abertura, foi divulgada uma informação que jornalistas presentes no International Media Center (IBC), sediado no Le Bourget, precisaram ser retirados às pressas após uma ordem de evacuação por conta de uma suspeita de bomba dentro do local. No entanto, tudo não havia passado de um mal entendido, já que na verdade o que havia rolado era apenas uma revista da polícia local, fazendo parte de um treinamento.
Além disso, alguns turistas também relataram um crescimento de assaltos na região parisiense, sendo o caso mais repercutido o do ex-jogador e embaixador do Time Brasil, Zico, que teve seus pertences, junto com os da esposa, roubados, em um prejuízo calculado por R$1 milhão. Outro caso de roubo foi registrado pelo jogador da Seleção Argentina de Futebol Sub-20, Thiago Almada, que teve alguns objetos furtados enquanto jogava com a sua equipe às vésperas do começo dos jogos contra o time do Marrocos, tendo o prejuízo calculado em R$306 mil pela cotação brasileira.

### Desclassificação antecipada de atletas

#### Grã-Bretanha
Faltando três dias para o início oficial das Olimpíadas, a atleta Charlotte Dujardin, tricampeã olímpica de hipismo na categoria adestramento, decidiu desistir de participar dos jogos após circular um vídeo em que ela maltratava um cavalo chicoteando as suas pernas. Após a polêmica, a saltadora pediu desculpas por suas atitudes e que a sua atuação no treino ocorreu há quatro anos atrás e estava fora do comum. Dujardin disse que estava sob investigação pelo órgão regulador internacional dos esportes equestres (FEI), a Federação Equestre Britânica e o Adestramento Britânico por conta das denúncias.

#### Japão
A ginasta Shoko Miyata foi excluída da competição pelo Comitê Olímpico do Japão após consumir bebida alcoólica e fumar estando fora da idade adequada para tal ato. No Japão, a idade permitida é de 20 anos e a atleta tinha 19. Além disso, o código de conduta da Associação de Ginástica do Japão (JGA) proíbe ginastas de consumirem as substâncias durante as atividades da equipe, independentemente da idade.

#### Brasil
O casal Ana Carolina Vieira e Gabriel Santos, representantes do país na natação, deixaram a Vila Olímpica sem a autorização do Comitê Olímpico Brasileiro na noite do dia 26 de julho, dia da cerimônia de abertura das Olimpíadas. No entanto, Carolina reagiu à advertência, após uma postagem numa rede social, de maneira desrespeitosa, o que causou a sua desclassificação dos Jogos Olímpicos por parte do COB e o retorno imediato ao Brasil. Além disso, Vieira já possui um histórico de polêmicas dentro do esporte brasileiro, uma vez que se envolveu numa briga com Jhennifer Conceição no Troféu Brasil de Natação em 2023.

### Má acomodação de atletas
Vários atletas denunciaram as condições de acomodação na Vila Olímpica, o que inclui também a falta de alimentos adequados nas lanchonetes e restaurantes instalados no local. Por conta disso, o Comitê Olímpico do Brasil (COB) providenciou um serviço de alimentação saudável para os atletas brasileiros, o que incluiu a contratação de chefes nativos e uso de legumes e vegetais franceses, junto com os carboidratos e proteínas necessárias. Além do Brasil, a Grã-Bretanha também seguiu no mesmo caminho após os esportistas denunciarem a má qualidade do serviço de refeições, o que incluiu uma quantidade insuficiente de carboidratos e a presença de carne crua nos pratos. As atletas da Seleção Sueca de Handebol Feminino decidiram comprar os colchões para confortar toda a equipe, substituindo os colchões de papelão instalados nas dependências, que chegaram a ser apelidados de anti-sexo pela imprensa após o saltador estadunidense Tom Daley ter realizado um "teste". Já a delegação da Noruega alugou 140 ventiladores no setor em que os atletas, convidados e comissão técnica dos esportes estão instalados, alegando problemas com as temperaturas, já que os quartos da Vila Olímpica não possuíam ar-condicionado por questões ecológicas. A nadadora australiana Ariarne Titmus reclamou da higiene da Vila olímpica, criticando que os lençóis não eram trocados e o papel higiênico era escasso.
Faltando dois dias para o início oficial dos Jogos Olímpicos, a atleta do skate street brasileiro, Rayssa Leal, e sua colega Pâmela Rosa, foram largadas no complexo esportivo da Praça da Concórdia após uma demora na chegada do ônibus que deveria levar as competidoras à vila olímpica. Por conta disso, as duas esportistas resolveram pegar um táxi e Leal denunciou a ausência do transporte público nas redes sociais. Além dela, outros atletas também reclamaram da má qualidade do transporte de Paris, o que incluiu também o forte calor dentro do ônibus, onde não podia abrir a janela.

### Escândalo dos drones
Em 27 de julho de 2024, a Federação Internacional de Futebol puniu o Canadá com perda de 6 pontos no futebol feminino nas Olímpiadas após drones serem flagrados pela seleção da Nova Zelândia para espionagem. Um dia depois, a ministra dos esportes do Canadá, Carla Qualtrough, informou que contingenciará por um ano metade dos recursos até que a punição para as três pessoas envolvidas: a técnica da seleção Bev Priestman, a auxiliar Jasmine Mander e a analista Joseph Lombardi, sejam cumpridas.

### Contaminação do Rio Sena
As provas do triatlo pela categoria masculina, que estavam previstas para acontecer no dia 30 de julho, precisaram ser adiadas para o dia 31, passando a acontecer junto com a categoria feminina, por conta do alto nível de contaminação do Rio Sena, que mesmo com a limpeza realizada para deixar o local liberado para nado, ainda sim, voltou a contar com a poluição devido a chuva que caiu no dia da cerimônia de abertura em 26 de julho. Por conta disso, os treinos de natação que estavam previstos para acontecer dias antes da prova, acabaram sendo suspensos. A organização ainda não havia inventado planos alternativos e também chegou a ser discutido uma redução no esporte, se transformando em duatlo com a exclusão da natação, passando a haver apenas a corrida e o ciclismo e também um novo adiamento.
As polêmicas em torno do uso do Rio Sena para competições aumentaram logo após a triatleta belga Claire Michel ser hospitalizada por contrair a bacteria escherichia coli logo após competir na categoria feminina, além da mesma denunciar um forte odor vindo do local, levando o Comitê Olímpico da Bélgica a retirar a participação de seus atletas na categoria mista. Junto de Claire, o suíço Adrien Brifford também não participou da competição por equipes após contrair uma infecção gastrointestinal, mas no caso do último, não houve a confirmação de uma ligação com a poluição do Sena. Além dos atletas da Bélgica e da Suíça, os triatletas portugueses Vasco Vilaça e Melanie Santos também foram internados com infecção gastrointestinal, mas não apresentando sintomas graves. De acordo com o Comité Olímpico de Portugal, o estado de saúde de Vasco é estável e ele estaria recebendo todos os tratamentos necessários na Vila Olímpica, enquanto que Melanie também desenvolveu os mesmos sintomas de Vilaça, mas com menos gravidade e retornou a Lisboa para continuar o tratamento.
Por conta da poluição, o treino geral da maratona aquática foi suspenso no dia 6 de agosto, mas liberado no dia 7 de agosto com a diminuição significativa da contaminação.

### Fotografia de árbitro do surfe e seu afastamento
O surfista e comentarista do canal esportivo CazéTV, Pedro Scooby, denunciou em suas redes sociais, que o árbitro Ben Lowe apareceu em fotografia ao lado do surfista australiano Ethan Ewing e do seu técnico Dude Durbidge. Em 1 de agosto de 2024, a Associação Internacional de Surfe afastou o árbitro e afirmou em nota que é inapropriado para um juiz interagir com atleta desta forma. 

### Denúncias de favorecimento a outros atletas
Semelhante a polêmica do surfe com o afastamento do árbitro Ben Lowe, outros casos vieram a tona, sendo o mais recente da ginástica artística, quando a medalhista de prata na trave, a chinesa Yaqin Zhou, apareceu tirando uma foto com uma das juízas após a cerimônia de premiação, levando questionamentos no julgamento das modalidades técnicas. No entanto, o caso que ganhou mais repercussão foi o da ginasta romena Ana Bărbosu, que havia encerrado a sua apresentação no solo e terminado com a medalha de bronze. Porém, a americana Jordan Chiles solicitou a revisão da nota e acabou pegando o pódio, levantando vários questionamentos da própria atleta, dos esportistas romenos e de outros países. Por conta disso, o primeiro-ministro da Romênia, Marcel Ciolacu, classificou a situação como escandalosa e que os ginastas do país foram tratados de maneira desonrosa e anunciou que boicotaria a cerimônia de encerramento, não enviando representantes do país ao evento. O Comitê Olímpico da Romênia anunciou uma abertura de processo na Corte Arbitral do Esporte contra a Federação Internacional de Ginástica e o Comitê Olímpico Internacional pelas avaliações controversas. No dia 10 de agosto, o recurso aberto pelo Comitê Olímpico Romeno foi aceito e Barbosu acabou ficando com a medalha de bronze após o recurso aberto pelo Comitê Olímpico dos Estados Unidos ser visto como irregular. Inicialmente, Chiles teria se recusado a devolver a medalha, mas acabou entregando em seguida e Ana recebeu a sua medalha em uma cerimônia reservada no dia 16 pela casa olímpica em Bucareste. O comitê americano anunciou que iria recorrer da decisão e foi revelado que o comitê romeno solicitou que a medalha de bronze de Chiles fosse mantida, o que não aconteceu, assim como o recurso dos Estados Unidos também foi negado.

### Doping
Após os Jogos, a Agência Internacional de Testagem (ITA) divulgou que essa edição bateu o recorde de testes antidoping realizados. A ITA coletou 6 130 amostras de urina e sangue em 4 770 exames. Foram testados 4 150 atletas, 38,75% durante os Jogos, um aumento de 4% em relação às Olimpíadas de Tóquio e de 10% em relação à Rio 2016. A ITA ainda ressaltou que 90% dos atletas que competiram em Paris foram testados ao menos uma vez nos seis meses que antecederam as Olimpíadas. A ITA relatou cinco casos de doping nos Jogos Olímpicos, além de mais de 40 violações nos seis meses que antecederam a competição.
Em setembro de 2024, o The New York Times revelou que, poucas semanas antes dos Jogos Olímpicos de Paris, a Agência Mundial Antidoping perdeu o registo de mais de 900 resultados suspeitos de dopagem e pelo menos 2 mil casos podem ter sido afetados por dados corrompidos, em falta ou incorretos, devido a problemas na base de dados da organização. Os responsáveis máximos da AMA foram informados dos problemas em maio, mas a crise permaneceu um segredo e foi ocultada mesmo aos membros do conselho executivo da agência.